# Georges de Palatinat-Simmern-Sponheim
Georges de Palatinat-Simmern (20 février 1518 – 17 mai 1569) est le comte palatin du Rhin de Simmern-Sponheim de 1559 à 1569.

## Biographie
Georges est né en 1518, fils de Jean II de Palatinat-Simmern et de Béatrice de Bade. En 1559 son frère aîné Frédéric III du Palatinat hérite de l'Électorat du Palatinat et donne à Georges son ancien territoire hérité de son père en 1557. Georges épouse Élisabeth de Hesse (1503-1563), fille du comte Guillaume Ier de Hesse (1466-1515), le 9 janvier 1541. George est mort en 1569, et est remplacé à Simmern par son frère cadet Richard de Palatinat-Simmern.
Avec Élisabeth de Hesse (4 mars 1503 - 4 janvier 1563)
1. Jean (7 octobre 1541 – 28 janvier 1562)

Georges a aussi une maîtresse Élisabeth de Rosenfeld et a deux enfants illégitimes avec elle
1. Adam (c.1565-1598)
2. Georges (c.1566-1598)